# Заполянский, Гавриил Аронович
Гавриил Аронович Заполянский (настоящая фамилия Шахер; род. 1933, Черновицы, Румыния — 2013, Москва) — российский художник.
Отец художника был владельцем небольшого мехового магазина. 13 июня 1941 года семья была выслана в Сибирь (Томская область, Пудинский район, с. Шерстобитово). В марте 1943 года отец Гавриила умер от голода. Будущий художник учился в Томском государственном университете на филологическом факультете. С 1960-х годов участвует в выставках народного творчества, с 1975 года — в многочисленных профессиональных. Предпочитает работать гуашью. Живёт в Москве.
В творчестве Заполянского преобладает еврейская тема. В 1992 году был опубликован альбом избранных работ Заполянского «Субботние свечи» (М.: «P.S.», 1992. — 184 с.). Московский поэт Алексей Ивантер, называя Заполянского «последним еврейским художником», подчёркивает:

Его работы — культурное достояние не только еврейского народа, а всего человечества.

Публиковал также статьи и рецензии на темы литературы и искусства в журнале «Знамя», еврейской периодике.
Умер в 2013 году в Москве, похоронен в Цфате.